# Ženské psaní

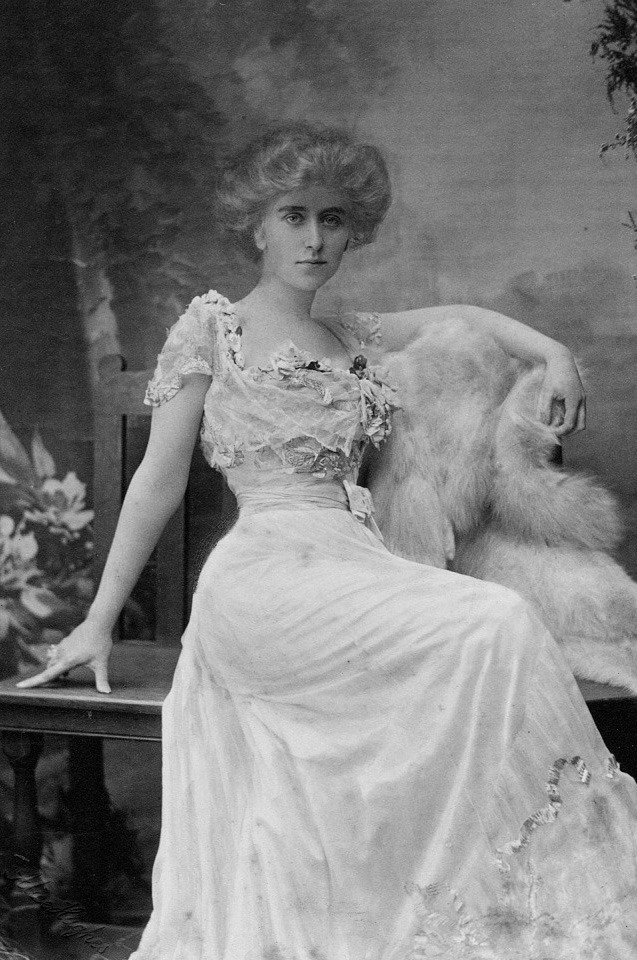
Natalie Barney, představitelka ženského psaní

Ženské psaní neboli écriture féminine je teorie, která vznikla v sedmdesátých letech ve Francii. Je významnou součástí feminismu. Pojednává o postavení ženy ve společnosti,  vymezuje nový způsob literárního vyjádření a užití jazyka. 

## Ženské psaní proti patriarchálnímu řádu
Projekt ženského psaní je spojen s francouzskými feministickými teoretičkami Hélène Cixous, Luce Irigaray a  Julií Kristevou. Teorie o specifické formě psaní je založena na kritice západní falocentrické kultury a patriarchálním řádu, který funguje na základě binárních opozicí (muž/žena) a pojímání ženy jako nedokonalého (kastrovaného) muže. Takový řád se podle těchto teoretiček projevuje nejen v náboženství, filozofii a sociálních vztazích, ale také v jazyce. Proto, abychom mohli patriarchální dichotomie nahradit pouhými rozdíly mezi mužem a ženou, falocentrismus zaměnit za decentralizaci a přehodnotit pojímání ženy, je třeba redefinovat používání jazyka. Teorie ženského psaní totiž počítá s tím, že sociálních změn nelze dosáhnout bez proměny jazyka a literárního vyjadřování. 

## Spojení fyzického těla a literární tvorby
Ženské psaní specifickým způsobem využívá přesvědčení, že je vnímání žen v západní kultuře redukováno pouze na jejich fyzické tělo (jsou pannami, prostitutkami, manželkami svých mužů, sexuálními objekty). Cixous, autorka jednoho z nejvýznamnějších děl feministické literární teorie Smích medúzy, říká, že důraz na tělesnost a emocionalitu umožňuje ženám vyjádřit to, co je na nich jedinečné a co bylo potlačováno kulturou vytvořenou v patriarchálním řádu. Fyzické tělo je chápáno jako důležitá složka ženské identity a tvůrčí nástroj. Žena by podle Cixous měla nechat psát své tělo. 
Stejně jako Cixous i Luce Irigay klade důraz na ženskou tělesnost a sexualitu, pomocí které mohou ženy najít svojí jedinečnou identitu a vymanit se z falocentrického světa. Sexuální potěšení (autoerotika) pomůže ženám zbavit se představy nedokonalého kastrovaného muže, ke kterému jsou přirovnávány. 
Ženské psaní pracuje s kategorií přebytku. Literární tvorba je totiž velmi expresivní, do jisté míry nekontrolovatelný proces, při kterém hraje hlavní roli sexualita a tělesnost, jimž je podřízen rytmus vět, používání gramatického rodu nebo třeba druhy metafor. 

## Restrukturalizace jazyka
S potřebou restrukturalizace jazyka a redefinicí současných lingvistických teorií přišla teoretička Julia Kristeva. Vytvořila pojem „matriarchální jazyk“, tedy jazyk nezatížený logickými pravidly „mužského diskurzu“. Používání matriarchálního jazyka podle ní vyžaduje návrat k předspolečenskému sémiotickému řádu, který není zatížený uvědomělou symbolizací. Matriarchální jazyk je spojen s preoidipálním vztahem matky a dítěte, obdobím předcházejícím vstupu dítěte do symbolického světa svého otce. 
Sémiotické je, jak říká Kristeva, to, co je původní a nedefinovatelné. Sémiotický řád v sobě skrývá revoluční potenciál a ohrožuje symbolický řád. Matriarchální jazyk lze identifikovat v oblasti umění, v literárních dílech v rámci ženského psaní.

## Autoři a autorky žensky psaných textů
Cixous nespojuje ženské psaní pouze s ženskými autorkami. Specifický způsob literární tvorby si podle ní osvojila také řada mužů. Mezi nimi James Joyce, Heinrich von Kleist nebo Jean Genet. Za ženské autorky zabývající se ženským psaním považuje Virginii Woolf, Marguerite Duras, Clarice Lispector a samu sebe.